# قلعه مهرجرد
قلعۀ مهرجرد مربوط به دوران پیش از تاریخ ایران باستان است و در شهر میبد، خیابان آیت‌الله حانری، مهرجرد واقع شده و این اثر در تاریخ ۱۰ مهر ۱۳۸۰ با شمارهٔ ثبت ۴۱۳۲ به‌عنوان یکی از آثار ملی ایران به ثبت رسیده است.
این قلعه دارای ۵ برج دیده‌بانی است که ۳ برج آن در قسمت جنوب و ۲ برج در قسمت شمال بنا قرار دارند. 